# پیرا-کاساندرا ماگلیو
پیرا-کاساندرا ماگلیو (انگلیسی: Piera-Cassandra Maglio؛ زادهٔ ۳۰ ژانویهٔ ۱۹۷۶) بازیکن فوتبال اهل ایتالیا است.
وی همچنین در تیم ملی فوتبال زنان ایتالیا بازی کرده‌است.